# بطولة كرة القدم الألمانية 1924
بطولة كرة القدم الألمانية 1924 هو الموسم 17 من بطولة كرة القدم الألمانية ‏. أقيم خلال الفترة 11 مايو 1924 وحتى 9 يونيو 1924، وأشرف على تنظيمه اتحاد ألمانيا لكرة القدم، وكان عدد الأندية المشاركة فيه 7، وفاز فيه نادي نورنبرغ.